# Naturbahnrodel-Weltcup 1999/2000
Der Naturbahnrodel-Weltcup 1999/2000 wurde in drei Disziplinen und in jeweils sechs Saisonrennen ausgetragen. Zusätzlich wurde erstmals im Weltcup ein Mannschaftsbewerb veranstaltet.

## Damen-Einsitzer

### Ergebnisse
| Datum                     | Ort                    | Siegerin                        | Zweite            | Dritte                 |
| ------------------------- | ---------------------- | ------------------------------- | ----------------- | ---------------------- |
| 17. bis 19. Dezember 1999 | Oberperfuss            | Elvira Holzknecht               | Sandra Mariner    | Sonja Steinacher       |
| 14. bis 16. Januar 2000   | Garmisch-Partenkirchen | Sonja Steinacher                | Elvira Holzknecht | Sandra Mariner         |
| 21. bis 23. Januar 2000   | Gummer                 | Sonja Steinacher                | Elvira Holzknecht | Sandra Mariner         |
| 11. bis 13. Februar 2000  | Stein an der Enns      | Elvira Holzknecht               | Renate Gietl      | Sonja Steinacher       |
| 18. bis 20. Februar 2000  | Železniki              | Sonja Steinacher                | Elvira Holzknecht | Jekaterina Lawrentjewa |
| 25. bis 27. Februar 2000  | Fénis                  | Sandra Mariner Sonja Steinacher |                   | Elvira Holzknecht      |

### Weltcupstand
Endstand nach sechs Rennen (ein Streichresultat)
| Rang | Name                   | Punkte |
| ---- | ---------------------- | ------ |
| 01   | Sonja Steinacher       | 470    |
| 02   | Elvira Holzknecht      | 455    |
| 03   | Sandra Mariner         | 385    |
| 04   | Renate Gietl           | 315    |
| 05   | Jekaterina Lawrentjewa | 305    |
| 06   | Ljubow Panjutina       | 239    |
| 07   | Irene Mitterstieler    | 197    |
| 08   | Magdalena Hula         | 168    |
| 09   | Ursina Schneider       | 156    |
| 10   | Lorraine Thirsk        | 135    |
| 11   | Erna Schweigl          | 128    |

| Rang | Name                | Punkte |
| ---- | ------------------- | ------ |
| 12   | Marlies Wagner      | 112    |
| 13   | Ewelina Żurek       | 098    |
| 14   | Christa Gietl       | 096    |
| 15   | Simona Martin       | 088    |
| 16   | Sabine Kogler       | 081    |
| 17   | Polina Danilewskaja | 076    |
| 18   | Martina Ruetz       | 075    |
| 19   | Julija Wetlowa      | 071    |
| 20   | Michaela Maurer     | 058    |
| 21   | Christina Pudogina  | 028    |
| 0    | 0                   | 0      |

## Herren-Einsitzer

### Ergebnisse
| Datum                     | Ort                    | Sieger              | Zweiter           | Dritter           |
| ------------------------- | ---------------------- | ------------------- | ----------------- | ----------------- |
| 17. bis 19. Dezember 1999 | Oberperfuss            | Gerhard Pilz        | Robert Batkowski  | Gerald Kallan     |
| 14. bis 16. Januar 2000   | Garmisch-Partenkirchen | Ferdinand Hirzegger | Gerhard Pilz      | Robert Batkowski  |
| 21. bis 23. Januar 2000   | Gummer                 | Ferdinand Hirzegger | Anton Blasbichler | Gerhard Pilz      |
| 11. bis 13. Februar 2000  | Stein an der Enns      | Ferdinand Hirzegger | Gerhard Pilz      | Anton Blasbichler |
| 18. bis 20. Februar 2000  | Železniki              | Anton Blasbichler   | Gerhard Pilz      | Gerald Kallan     |
| 25. bis 27. Februar 2000  | Fénis                  | Ferdinand Hirzegger | Anton Blasbichler | Gerhard Pilz      |

### Weltcupstand
Endstand nach sechs Rennen (ein Streichresultat)
| Rang | Name                  | Punkte |
| ---- | --------------------- | ------ |
| 01   | Ferdinand Hirzegger   | 460    |
| 02   | Gerhard Pilz          | 425    |
| 03   | Anton Blasbichler     | 400    |
| 04   | Robert Batkowski      | 330    |
| 05   | Gerald Kallan         | 305    |
| 06   | Roland Kallan         | 251    |
| 07   | David Mair            | 201    |
| 08   | Gernot Schwab         | 189    |
| 09   | Marcus Grausam        | 183    |
| 10   | Daniel Quitta         | 174    |
| 11   | Martin Psenner        | 167    |
| 12   | Gašper Benedik        | 156    |
| 13   | Patrick Clemens       | 145    |
| 14   | Grega Spendov         | 136    |
| 15   | Florian Breitenberger | 133    |
| 16   | Daniele Pieiller      | 120    |
| 17   | Denis Alimow          | 115    |
| 18   | Borut Fejfar          | 113    |
| 19   | Roman Molwistow       | 110    |

| Rang | Name                | Punkte |
| ---- | ------------------- | ------ |
| 20   | Luis Reichl         | 107    |
| 21   | Reinhard Gruber     | 096    |
| 22   | Damian Waniczek     | 094    |
| 23   | Martin Gruber       | 085    |
|      | Andrzej Laszczak    | 085    |
| 25   | Corey Pusey         | 084    |
|      | John Gibson         | 084    |
| 27   | Georg Maurer        | 077    |
| 28   | Bostjan Vizjak      | 072    |
| 29   | Robi Kalisnik       | 053    |
| 30   | Borut Kralj         | 052    |
| 31   | Tobias Kern         | 050    |
| 32   | Gerald Kammerlander | 039    |
| 33   | Hansjörg Mühlbacher | 038    |
| 34   | Stefan Karner       | 036    |
| 35   | Hans-Rudolf Baumann | 034    |
| 36   | Ted Allen           | 026    |
|      | Stuart Robinson     | 026    |
| 38   | Waldemar Siąkała    | 023    |

| Rang | Name               | Punkte |
| ---- | ------------------ | ------ |
| 39   | Stephan Melliger   | 22     |
| 40   | Armin Mair         | 20     |
| 41   | Peter Stiepan      | 19     |
| 42   | Tomi Ahonen        | 18     |
|      | Lukáš Ševít        | 18     |
| 44   | Krzysztof Pisuk    | 16     |
|      | Matic Benedik      | 16     |
|      | Tomáš Papiorek     | 16     |
| 47   | Michael Törnquist  | 15     |
| 48   | Sebastian Jeziorko | 14     |
|      | Petr Pulcer        | 14     |
| 50   | William Ogilvie    | 13     |
| 51   | Andrew Kolody      | 12     |
| 52   | Alexander Popow    | 09     |
| 53   | Joshua Reinaas     | 08     |
| 54   | Edgar Muspets      | 05     |
| 55   | Alexander Sitow    | 04     |
| 56   | John Gannon        | 02     |
| 57   | Makis Nimanis      | 01     |

## Doppelsitzer

### Ergebnisse
| Datum                     | Ort                    | Sieger                         | Zweiter                              | Dritter                              |
| ------------------------- | ---------------------- | ------------------------------ | ------------------------------------ | ------------------------------------ |
| 17. bis 19. Dezember 1999 | Oberperfuss            | Reinhard Beer Herbert Kögl     | Armin Mair David Mair                | Martin Psenner Christian Hafner      |
| 14. bis 16. Januar 2000   | Garmisch-Partenkirchen | Peter Lechner Peter Braunegger | Armin Mair David Mair                | Harald Kleinhofer Gerhard Mühlbacher |
| 21. bis 23. Januar 2000   | Gummer                 | Armin Mair David Mair          | Harald Kleinhofer Gerhard Mühlbacher | Peter Lechner Peter Braunegger       |
| 11. bis 13. Februar 2000  | Stein an der Enns      | Reinhard Beer Herbert Kögl     | Peter Lechner Peter Braunegger       | Armin Mair David Mair                |
| 18. bis 20. Februar 2000  | Železniki              | Armin Mair David Mair          | Reinhard Beer Herbert Kögl           | Andrzej Laszczak Damian Waniczek     |
| 25. bis 27. Februar 2000  | Fénis                  | Armin Mair David Mair          | Reinhard Beer Herbert Kögl           | Eddy Perrin Emanuele Giannelli       |

### Weltcupstand
Endstand nach sechs Rennen (ein Streichresultat)
| Rang | Name                                   | Punkte |
| ---- | -------------------------------------- | ------ |
| 01   | Armin Mair – David Mair                | 470    |
| 02   | Reinhard Beer – Herbert Kögl           | 430    |
| 03   | Peter Lechner – Peter Braunegger       | 370    |
| 04   | Andrzej Laszczak – Damian Waniczek     | 273    |
| 05   | Denis Alimow – Roman Molwistow         | 266    |
| 06   | Eddy Perrin – Emanuele Giannelli       | 230    |
| 07   | Harald Kleinhofer – Gerhard Mühlbacher | 201    |
| 08   | Thomas Graf – Michael Graf             | 105    |
| 09   | Martin Psenner – Christian Hafner      | 070    |
| 10   | Alexander Sitow – Sergei Garipow       | 039    |

## Mannschaftsbewerb
| Datum                    | Ort               | Sieger                                                                             | Zweiter                                                                | Dritter                                                               |
| ------------------------ | ----------------- | ---------------------------------------------------------------------------------- | ---------------------------------------------------------------------- | --------------------------------------------------------------------- |
| 11. bis 13. Februar 2000 | Stein an der Enns | Österreich IFerdinand Hirzegger Elvira Holzknecht Peter Lechner – Peter Braunegger | Österreich IIGernot Schwab Marlies Wagner Reinhard Beer – Herbert Kögl | Italien IIDaniel Quitta Renate Gietl Eddy Perrin – Emanuele Giannelli |

## Nationenwertung
| Rang | Land        | Punkte |
| ---- | ----------- | ------ |
| 1    | Österreich  | 4603   |
| 2    | Italien     | 3785   |
| 3    | Russland    | 1351   |
| 4    | Polen       | 0771   |
| 5    | Slowenien   | 0638   |
| 6    | Deutschland | 0625   |
| 7    | Kanada      | 0367   |
| 8    | Schweiz     | 0238   |

| Rang | Land                   | Punkte |
| ---- | ---------------------- | ------ |
| 09   | Liechtenstein          | 107    |
| 10   | Tschechien             | 048    |
| 11   | Lettland               | 034    |
| 12   | Finnland               | 018    |
| 13   | Schweden               | 015    |
| 14   | Vereinigtes Königreich | 013    |
| 15   | Vereinigte Staaten     | 010    |
| 0    | 0                      | 0      |